# Richiesta di archiviazione
La richiesta di archiviazione è un istituto del diritto processuale penale italiano, che viene in rilievo «nel caso in cui durante l’istruzione sommaria la notizia del reato sia ritenuta manifestamente infondata».
Nell'ordinamento italiano, la fase delle indagini preliminari ha un esito vincolato: o il pubblico ministero esercita l'azione penale attraverso uno dei modi previsti dalla legge oppure richiede l'archiviazione delle indagini al GIP. Quest'ultimo valuta la richiesta del P.M. determinandosi immediatamente (de plano) o convocando, in determinati casi previsti al codice di procedura penale, un'apposita udienza (c.d. "udienza di archiviazione"). Solamente dopo l'accoglimento definitivo del GIP, la richiesta diverrà effettiva

## Disciplina generale

### Le norme
La richiesta di archiviazione da parte del p.m. è definita dall'art. 408 del codice di procedura penale: 
Tale richiesta si può basare su presupposti «di fatto» o presupposti «di diritto».

### Presupposti di fatto
I presupposti di fatto sono quelli che si concretizzano nell'infondatezza della notizia di reato, ossia quando – allo «stato degli atti» – il pubblico ministero ritiene che gli elementi acquisiti durante le indagini preliminari non siano «idonei a sostenere l'accusa in giudizio».
Tale regola vincola il pubblico ministero a una valutazione prognostica di superfluità o non superfluità del dibattimento: l'accusa non è sostenibile in giudizio quando l'instaurazione della fase dibattimentale appare ex ante priva di qualsiasi utilità, nel senso che durante la stessa non si riuscirà verosimilmente a «convalidare l'ipotesi accusatoria».
Il problema è quello di stabilire quando la celebrazione del dibattimento può ritenersi superflua: secondo una parte della dottrina, infatti, l'esercizio dell'azione penale dovrebbe essere correlato agli esiti prevedibili del processo, nel senso che il pubblico ministero dovrebbe citare a giudizio (art. 550 c.p.p.), o richiedere il rinvio a giudizio (art. 416 c.p.p.), solo quando risulti probabile la conferma dibattimentale della tesi accusatoria; secondo altri – invece – la funzione del dibattimento sarebbe quella di offrire un accertamento in sede giurisdizionale di situazioni suscettibili di rilevare penalmente, per cui il pubblico ministero dovrebbe richiedere l'archiviazione solo quando appaia evidente l'innocenza dell'indagato.

### Presupposti di diritto
I presupposti di diritto sono elencati dall'art. 411 del codice di procedura penale. Si può avere archiviazione quando: 
- manca una condizione di procedibilità;[nota 3]
- il reato è estinto;[nota 4]
- il fatto non è previsto dalla legge come reato;[nota 5]
- sono rimasti ignoti gli autori del reato;
- il fatto è caratterizzato da «particolare tenuità».[nota 6]

## Il procedimento

### Avviso alla persona offesa e il diritto di opposizione
Il P.M. – quando richiede l'archiviazione – trasmette al GIP il fascicolo delle indagini, la documentazione delle investigazioni svolte e i verbali degli atti compiuti davanti al giudice. In seguito:
- ordinariamente, il P.M. notifica alla persona offesa – che abbia chiesto precedentemente di essere informata – l'avviso che essa può presentare «opposizione» all'archiviazione entro venti giorni;
- se si tratta di «delitti commessi con violenza alla persona»[nota 7] e per il reato di cui all'art. 624-bis c.p. (furto in abitazione o con strappo) il P.M. notifica alla persona offesa – anche se precedentemente non ha chiesto di essere informata – l'avviso che essa può presentare «opposizione» all'archiviazione entro trenta giorni.
- se l'archiviazione è richiesta per la particolare tenuità del fatto, l'avviso della richiesta di archiviazione è notificato sia all'indagato che alla persona offesa e il termine per proporre opposizione è di dieci giorni.

Secondo l'art. 410 del codice di procedura penale:
L'opposizione alla richiesta di archiviazione deve essere depositata presso la cancelleria della Procura della Repubblica, e può essere depositata sia dall'avvocato che assiste la parte offesa, sia direttamente dalla parte offesa, che può depositarla anche senza avvalersi dell'assistenza di un avvocato.

### Le determinazioni del GIP
Se la persona offesa non presenta «opposizione» alla richiesta di archiviazione, il GIP ha due strade:
- se intende accogliere subito la richiesta del P.M. emette decreto di archiviazione de plano (ossia senza convocare un'udienza).
- se non intende accogliere subito la richiesta del P.M. allora convocherà un'apposita udienza per decidere, a cui potranno partecipare sia il P.M., sia l'indagato, sia la persona offesa.

Se la persona offesa presenta «opposizione» alla richiesta di archiviazione, il GIP è obbligato a disporre un'apposita udienza in cui deciderà sulla richiesta del P.M. di archiviare le indagini.

### L'udienza di archiviazione
In sintesi il GIP convoca l'udienza di archiviazione quando non ritiene di dover pronunciare de plano decreto di archiviazione oppure quando la persona offesa ha presentato «opposizione» alla richiesta di archiviazione, presentata dal pubblico ministero.
L'udienza ha lo scopo di permettere alla persona offesa di spiegare le ragioni dell'«opposizione» o – in mancanza di questa – di permettere all'indagato e al suo difensore di interloquire formalmente con il GIP per chiedere la conferma dell'archiviazione.
L'udienza di archiviazione può avere tre conclusioni differenti.

## I possibili esiti

### A) Ordinanza di archiviazione
Il GIP – al termine del contraddittorio – ritiene che sussistano i presupposti per confermare la richiesta del P.M. ed emette dunque ordinanza di archiviazione.

### B) Il GIP dispone ulteriori indagini
Il GIP – al termine del contraddittorio – ritiene necessarie «ulteriori indagini» nei confronti dell'indagato ed emette dunque ordinanza di integrazione delle indagini, indicando al P.M. il termine per completarle.
Secondo la giurisprudenza delle Sezioni Unite della Corte di cassazione, il GIP può disporre anche l'iscrizione coatta nel registro delle notizie di reato di soggetti mai prima indagati o di reati prima non contestati dal P.M., e chiedere per essi «ulteriori indagini». Pertanto, il GIP non potrà trarre autonomamente dagli atti processuali gli elementi necessari per formulare l’imputazione in ordine a fatti di reato non presi in considerazione dal pubblico ministero nella richiesta di archiviazione o nei confronti di persone non indagate, restando tale compito specificamente riservato al P.M. stesso.

### C) Il GIP dispone l'imputazione coatta
Il GIP – al termine del contraddittorio – ritiene che dalle indagini siano emersi elementi, nei confronti dell'indagato, tali da sostenere un'accusa in giudizio. In tal caso emette ordinanza di imputazione coatta, imponendo al P.M. di formulare un'imputazione «entro dieci giorni».

## La riapertura delle indagini
Le indagini, pur in seguito all'archiviazione, possono essere riaperte su richiesta motivata del pubblico ministero al gip se sopraggiungono nuove e motivate esigenze investigative; in tal caso si procede nuovamente all'iscrizione del soggetto sottoposto alle indagini nel registro delle notizie di reato.

## Profili di tutela giuridica
Il controllo giurisdizionale sulla fondatezza della richiesta di archiviazione è attività a garanzia dell'obbligo dell'esercizio dell'azione penale, così come previsto dall'articolo 112 della Costituzione. Infatti, «dall’obbligo dell’azione del P.M. di cui all’art. 112 Cost. (...) discende quello di indagare: per verificare la sussistenza di elementi che consentano l’esercizio dell’azione stessa». Solo dopo tale vaglio, l'ordinamento consente al P.M. di richiedere al giudice l'archiviazione del procedimento penale.
A presidio di tale principio costituzionale – e per evitare un espletamento sommario (o superficiale) dell'azione penale – viene in rilievo non solo il ruolo del giudice, in quanto garante del principio di completezza delle indagini e della loro solidità probatoria, ma anche quello della persona offesa dal reato che ha diritto ad interloquire con il GIP allo scopo di sollecitare nuove investigazioni e respingere la richiesta di archiviazione.

### Riferimenti
1. ↑  Si tratta del Decreto del presidente della Repubblica agosto 2019 22 settembre 1988, n. 447, articolo 550, rubricato "Casi di citazione diretta a giudizio".
2. ↑  Si tratta del Decreto del presidente della Repubblica agosto 2019 22 settembre 1988, n. 447, articolo 416, rubricato "Presentazione della richiesta del pubblico ministero".
3. ↑  Il caso classico è quello in cui il reato è perseguibile solo a querela (ad es. lesioni personali) e quest'ultima manca.
4. ↑  I casi più comuni di estinzione del reato sono la morte del reo prima della condanna o la prescrizione del reato.
5. ↑  Ad esempio la richiesta di archiviazione per un illecito amministrativo depenalizzato.
6. ↑  Questa possibilità è stata introdotta dal d.lgs. n. 28 del 2015. La «particolare tenuità del fatto» viene riconosciuta quando sussistono – in estrema sintesi – quattro presupposti:

a) l'autore del reato ha compiuto un fatto tipico antigiuridico;

b) si deve trattare di un reato per il quale è prevista una pena detentiva non superiore nel massimo a 5 anni, o la pena pecuniaria sola o congiunta alla pena detentiva;

c) l'offesa provocata in concreto deve essere di «particolare tenuità» con riferimento all'esiguità del danno e del pericolo;

d) il comportamento dell'autore del reato deve essere non abituale. 
Quando ritiene che siano i presenti i presupposti di cui sopra, il giudice dichiara che il fatto «non è punibile».
7. ↑  Si tratta dei delitti di: maltrattamenti contro familiari (art. 572), riduzione in schiavitù (art. 600), prostituzione minorile (art. 600-bis), pornografia minorile (art. 600-ter), detenzione di materiale pornografico (art. 600-quater), iniziative turistiche per prostituzione minorile (art. 600-quinquies), tratta di persone (art. 601), acquisto di schiavi (art. 602), violenza sessuale (art. 609-bis), atti sessuali con minorenne (art.609-quater), corruzione di minorenne (art. 609-quinquies), violenza sessuale di gruppo (art. 609-octies), adescamento di minorenne (art. 609-undecies) e atti persecutori (art. 612-bis).
8. ↑  Il pubblico ministero – compiute le «ulteriori indagini» nel termine indicato dal GIP – potrebbe valutare diversamente i fatti e chiedere il rinvio a giudizio per l'indagato. Ma egli potrebbe anche ripresentare la richiesta di archiviazione, se sostiene che i nuovi elementi raccolti non sono comunque «idonei a sostenere l'accusa in giudizio». A seguito di una nuova richiesta di archiviazione si procede nella solita modalità: il GIP procede de plano o – se non ritiene di accogliere subito la (nuova) richiesta o in caso di «opposizione» della persona offesa – dispone udienza.
9. ↑  Si tratta della decisione Cass., Sez. un., 28 novembre 2013 (dep. 30 gennaio 2014), n. 4319, Pres. Santacroce,  Rel. Lombardi, ric. P.m. in proc. L. e altri Archiviato il 17 maggio 2019 in Internet Archive..
10. ↑  Il giudice non può imporre al P.M. di chiedere il rinvio a giudizio né di formulare una determinata imputazione. Il pubblico ministero deve scegliere l'imputazione che ritiene conforme alla legge, anche se è vincolato comunque a formularne una, entro dieci giorni.
11. ↑  L'articolo 112 della Costituzione recita testualmente:
«Il pubblico ministero ha l'obbligo di esercitare l'azione penale»

A tal proposito, la Corte costituzionale ha ricordato che: 
«Il principio di obbligatorietà dell'azione penale esige che nulla venga sottratto al controllo di legalità effettuato dal giudice: ed in esso è insito, perciò, quello che in dottrina viene definito favor actionis. Ciò comporta non solo il rigetto del contrapposto principio di opportunità che opera, in varia misura, nei sistemi ad azione penale facoltativa, consentendo all'organo dell'accusa di non agire anche in base a valutazioni estranee all'oggettiva infondatezza della notitia criminis; ma comporta, altresì, che in casi dubbi l'azione vada esercitata e non omessa.»
(Corte cost., sent. 15 febbraio 1991, n. 88)
12. ↑  Qualora una notitia criminis integrasse estremi di un reato corrispondente al tipo legale, il pubblico ministero non può sottrarsi ab origine al dovere di procedere, dovendo semmai richiedere l’archiviazione solo dopo che le indagini avranno – di tale notizia – rivelato l’infondatezza.
13. ↑  In questo senso, è stato efficacemente affermato che:
«Se l’archiviazione conferisce al p.m. la possibilità di essere esonerato dall’agire, dall’altro non gli consente di determinarsi autonomamente all’inerzia; infatti, l’inquirente non procede direttamente all’archiviazione, ma effettua una richiesta in tal senso al giudice; il quale avrà il compito di vigilare sulla effettiva superfluità dell’azione, evitando elusioni dell’obbligo di esercitarla, laddove ne sia il caso»
(Giacomo Landolfi, L'imputazione coatta in esito alla richiesta di archiviazione, Luiss, 2015, p. 25)

### Fonti
1. ↑   AA.VV., Archiviazione, in Enciclopedia Treccani, Istituto dell'Enciclopedia Italiana. URL consultato il 6 agosto 2019 (archiviato il 3 gennaio 2019).
2. ↑   Fabio Varone, Casi e modi dell'archiviazione, Milano, Giuffrè, 2015, ISBN 978-88-1-421057-0.
3. 1 2 3 4 5 6 7   Paolo Tonini, Manuale di Procedura Penale, 15ª edizione, Firenze, Giuffrè, 2015,  pp. 592 ss., ISBN 978-88-1-42001-68.
4. ↑   Giorgio Spangher, Trattato di procedura penale, a cura di Giulio Garuti, vol. 3, Wolters Kluwer, 2009,  p. 743 s., ISBN 978-88-5-980-404-8. URL consultato il 25 maggio 2016.
5. 1 2   Fabrizio Siracusano, La completezza delle indagini nel processo penale, collana Procedura Penale/Studi, vol. 17, G. Giappichelli Editore, 2005,  p. 202, ISBN 978-88-3-48559-80. URL consultato il 7 agosto 2019.
6. ↑  Conso-Grevi, Compendio di procedura penale
7. ↑   Marco Zocco, Poteri del GIP in caso di richiesta di archiviazione, su questionegiustizia.it, 20 luglio 2014. URL consultato il 6 agosto 2019 (archiviato dall'url originale il 6 agosto 2019).
8. 1 2   Enzo Musco, A proposito di... legalità penale (PDF), su archiviopenale.it, vol. 2, 2014,  p. 2. URL consultato il 6 agosto 2019.
9. ↑   Rossella Fonti, L'opposizione della persona offesa alla richiesta di archiviazione (PDF), su archiviopenale.it, vol. 2, 2013,  p. 1. URL consultato il 6 agosto 2019.